# Sa'adia Marci'ano
Sa'adja Marci'ano (hebrejsky: סעדיה מרציאנו, žil 1. května 1950 – 21. prosince 2007) byl izraelský aktivista, politik a poslanec Knesetu za strany Machane smol le-Jisra'el a Mifleget ha-ichud.

## Biografie
Narodil se ve městě Oujda v Maroku. Ještě v roce 1950 přesídlil do Izraele. Chodil na základní školu v Jeruzalému. Jeho příbuzným je poslanec Knesetu Joram Marci'ano.

## Politická dráha
V roce 1971 byl jedním ze zakladatelů hnutí Černých panterů. Vydával měsíčník napojený na toto hnutí. Byl členem strany Machane smol le-Jisra'el (Levý tábor Izraele), na jejíž kandidátce se dostal do Knesetu po volbách v roce 1977. Mandát ale získal až dodatečně, v květnu 1980, poté co rezignoval poslanec Me'ir Pa'il. Šlo o součást předem dohodnuté rotace lidí na kandidátce. V průběhu funkčního období vytvořil vlastní poslaneckou frakci. Nejprve vystupoval jako nezařazený, pak ustavil frakci zvanou Šivjon be-Jisra'el–Panterim (שוויון בישראל-פנתרים, Rovnost v Izraeli-Panteři). Později, poté co ji posílil příchod dalšího poslance Mordechaje Elgrabliho, byla přejmenována na Mifleget ha-Ichud (Strana jednoty). Marci'ano v parlamentu působil jako člen výboru práce a sociálních věcí a výboru pro vzdělávání a kulturu. Strana Mifleget ha-Ichud ve volbách v roce 1981 nezískala mandáty.